# Palafrugell
Palafrugell – miasto w Hiszpanii w północnej Katalonii na wybrzeżu Costa Brava. Największe miasto comarki Baix Empordà.